# Fiesta Mexicana
Fiesta Mexicana ist ein deutschsprachiger Schlager, der von Rex Gildo gesungen wurde und Platz fünf der deutschen Charts erreichte. Er gilt nicht nur als bekanntestes Lied Rex Gildos, sondern als einer der bekanntesten deutschen Schlager überhaupt, der auch häufig als Stimmungs- und Karnevalslied bezeichnet bzw. verwendet wird.

## Entstehung und Text
Das Lied wurde von Ralph Siegel gemeinsam mit Michael Holm (Text) geschrieben und von Siegel produziert, wobei dieser später angab, den mehrfachen Ausruf „Hossa“ erfunden zu haben, den es so in der spanischen Sprache nicht gibt.
Der Song handelt von einem Abschiedsfest mit vielen Freunden, bei dem Alkohol, insbesondere viel „Tequila, der glücklich sein lässt“, getrunken wird.

## Veröffentlichung und Rezeption
Fiesta Mexicana erschien im September 1972 bei Ariola. Der Song entwickelte sich schnell zum Hit und erreichte in Deutschland Platz fünf der Charts (29 Chartwochen). Es war Siegels erste Komposition, die die Top Ten im deutschsprachigen Raum erreichte. 1972 erschien er auch auf Rex Gildos Album Mein Autogramm. Das Lied ist auch auf diversen Kompilationen enthalten, etwa auf 1963–1973 – 10 Jahre ZDF von 1973. 1973 erschien mit Fiesta Mejicana auch eine spanischsprachige Version von Rex Gildo.
In der ZDF-Hitparade wurde Fiesta Mexicana nach der Sendung am 28. Oktober 1972 auf Platz zwei gewählt; Rex Gildo sang den Song daher in der darauffolgenden Sendung am 25. November 1972 erneut und erreichte Platz eins. Dies verschaffte ihm einen dritten Auftritt am 23. Dezember 1972. Ebenso sang Rex Gildo den Song in der Sendung Super-Hitparade – Schlager, die man nicht vergißt am 10. Dezember 1981 und in Die Superhitparade aus dem ZDF Fernsehgarten 1974–1978 am 4. September 1994; in letzterer Sendung war es das letzte Lied. In der ZDF-Sendung disco trat Rex Gildo mit Fiesta Mexicana am 3. März 1973 auf. In späteren Jahren äußerte Rex Gildo, er sei unglücklich darüber, ständig nur auf dieses Lied reduziert zu werden, gleichwohl sang er es bei Auftritten bis zu seinem Tod immer wieder.
Im Film Caipiranha – Vorsicht! Bissiger Nachbar! von 1998 wird der Song verwendet.

## Coverversionen
Coverversionen existieren unter anderem von:
- Ross Antony
- Dieter Thomas Kuhn & Band
- Ricky King
- Gottfried Böttger
- Dennie Christian
- Betontod
- Willi Girmes